# クラシック音楽館
『クラシック音楽館』（クラシックおんがくかん）は、NHK教育テレビジョンで2013年4月7日から放送されている、日本のクラシック音楽番組。放送時間は毎週日曜日 21:00 - 23:00。

## 概要
それまでの『N響アワー』や『ららら♪クラシック』から受け継ぎ、NHK交響楽団の定期演奏会を中心としたクラシックコンサートをノーカットで放送する大型芸術鑑賞番組。この他、地域で活躍するオーケストラや海外からのアーティストの日本公演なども随時取り上げて、日本のクラシックの音楽文化や舞台芸術文化を、放送を通じて支援する番組である。実質的には、前年度までBSプレミアムで日曜早朝に放送していた「特選オーケストラ・ライブ」が地上波に移転したものである。

## 放送日時
- 日曜 21:00 - 23:00（最終週の番組が『古典芸能への招待』などの他の芸能番組に差し変わるときは休止）

## 出演者
案内役、聞き手
- 岩槻里子（2013年4月7日 - 2014年3月30日）
- 渡邊佐和子（2014年4月6日 - 2015年3月29日）
- 石井麻由子（2015年4月5日 - ）
- 篠崎史紀（MARO名義）（2018年4月8日 - ）[2]